# Duplo
Duplo er et legetøj for børn fra 0-5 år fremstillet af LEGO. 
Duplo kommer i forskellige farver og former, som gør at barnet kan udvikle sin fantasi og byggekunst. 
Duplo adskiller sig fra almindelige legoklodser ved at alle mål er det dobbelte af de normale klodser.
Klodserne der tilbydes er alle af en størrelse så barnet ikke kan sluge eller blive kvalt af den enkelte klods.
Alle kanter og hjørner er afrundede så de ikke udgør en risiko for barnet.
Klodsernes størrelse gør det nemmere for børn i målgruppen at bygge med dem, da de ikke kræver den samme finmotorik.
Et undertema af Duplo, som er rettet mod de allermindste børn kaldes Lego Baby.